# 波爾克縣 (佛羅里達州)
波爾克縣（英語：Polk County）是美国佛罗里达州中部的一個縣，面積5,206平方公里。根據2020年美國人口普查，共有72萬5,046人。縣治巴托。該縣成立於1861年2月8日，縣名來自第十一任美国总统詹姆斯·諾克斯·波爾克。